# Susan McFadden
Susan McFadden, född 8 februari 1983 i Dublin, är en irländsk musiker som är medlem i gruppen Celtic Woman. Hon sjunger traditionell irisk musik, oftast på iriska. Brian McFadden är hennes bror.